# Rockin'1000
Rockin'1000 - The Biggest Rock Band on Earth è un supergruppo musicale formato da musicisti volontari, professionisti e non professionisti, di tutto il mondo. Nato in Italia nel 2014 come tributo ai Foo Fighters, oggi il progetto si è evoluto e costituito in una società di servizi di consulenza ed organizzazione di eventi musicali disruptive.
Il gruppo diventa noto nel 2015 con la esecuzione di massa del brano Learn to Fly, per la realizzazione di un videoclip da pubblicare su YouTube, per convincere i Foo Fighters a eseguire un concerto nella città di Cesena, che si è tenuto il 3 novembre 2015.
A fine 2017 i musicisti iscritti al sito internet sono oltre 10.000.
Per gli eventi dal 2015 al 2017 il direttore d'orchestra è stato Marco Sabiu, per l'edizione 2018 il maestro Beppe Vessicchio.
Nel 2019 gli eventi si sono tenuti a Francoforte, Parigi e una grande festa finale a Milano Linate, all'interno dell'aeroporto chiuso per lavori. Per Parigi e Milano Linate, il direttore d'orchestra è Alex Deschamps.

## Storia

### Rockin'1000: Parco Ippodromo Cesena (2015)
L'idea del progetto nasce per volontà di Fabio Zaffagnini già nel 2014, con il reclutamento di membri volontari per la formazione del team e dello staff di sviluppo e con la pubblicazione dei video informativi. Il team riesce a reclutare i musicisti tramite la visione dei video inviati dai candidati stessi provenienti da tutta Italia e grazie alla raccolta di 45.000 €, riesce a organizzare le riprese e il 26 luglio, presso il Parco urbano dell'Ippodromo di Cesena, i 350 chitarristi, 250 cantanti, 250 batteristi e 150 bassisti registrano il brano Learn to Fly dei Foo Fighters. Il video viene pubblicato su YouTube, ottenendo milioni di visualizzazioni nell'arco di pochi giorni.
Il giorno dopo la pubblicazione, attraverso i social network, Dave Grohl promette che il gruppo avrebbe accolto l'invito.
Il concerto dei Foo Fighters venne tenuto il 3 novembre successivo al Carisport di Cesena.
Successivamente gli organizzatori dell'evento decidono di dare un seguito al progetto, sfruttando il positivo riscontro mediatico e la disponibilità dei musicisti che hanno apprezzato l'iniziativa, dato che per stessa ammissione del team "smettere, a questo punto, non è un’opzione".

### That's Live Cesena (2016)
Dopo una raccolta fondi di oltre 100.000 € con le prevendite dei biglietti e la partecipazione di numerosi sponsor, viene organizzato il primo concerto rivolto ad un pubblico pagante.
I "Mille", dopo tre giorni di prove collettive presso lo stadio di Cesena, si esibiscono il 24 luglio 2016 all'Orogel Stadium-Dino Manuzzi eseguendo 17 brani rock di artisti come Nirvana, Blur, David Bowie, Jimi Hendrix ed altri ancora. È presente anche Learn to Fly.
In questa prima edizione di That's Live è stata aperta la partecipazione anche a violini, cornamuse e tastiere.
Per l'occasione tra i mille musicisti sono presenti anche diversi nomi noti come Raoul Casadei e il figlio Mirko, Nikki (che suona la chitarra e presenta l'evento), Cesareo di Elio e Le Storie Tese, Federico Poggipollini, Nevruz, Saturnino, Sergio Carnevale e Livio Magnini (batterista e chitarrista dei Bluvertigo); Nicola "Ballo" Balestri, Cesare “Mac” Petricich (chitarrista dei Negrita).
La performance di quella che viene definita "la più grande band del mondo", grazie a un accordo distributivo con Sony Music, viene pubblicata su cd, mp3 e in doppio vinile colorato sotto il titolo That's Live - The Biggest Rock Band on Earth.

### Summer Camp in Val Veny (2017)
L'evento si ripete - in forma sperimentale - il 28 e 29 luglio 2017 come Rockin'1000 Summer Camp, in Val Veny (nei pressi di Courmayeur), in forma di "villaggio rock", con due show dei mille musicisti ed altri eventi collaterali.

### That's Live Firenze (2018)
Il 21 luglio 2018 a Firenze è la volta del concerto That's Live with Love, questa volta con 1500 musicisti, aprendo l'iscrizione anche per percussionisti e fiati.
L'ospite speciale di questa edizione è la cantante Courtney Love.
Tra i nomi noti presenti nella band in questa edizione: Saturnino, Livio Magnini, Cesareo e Alteria - già apparsi nell'edizione 2016; i presentatori sono Federico Russo e Nikki.

### No Borders On Board (2019)
Il 12 Ottobre 2019, I Rockin 1000 suonano a Milano Linate, sulla pista di atterraggio dell'aeroporto chiuso al pubblico per lavori di ristrutturazione. Quello dei 1000 è uno dei due eventi musicali di Linate per l'estate 2019 oltre al Jova Beach Party di Lorenzo Jovanotti Cherubini. I mille celebrano, con l'aiuto di Carlo Pastore alla conduzione, le ricorrenze del 2019: Il primo uomo sulla luna e Woodstock nel 1969 e la caduta del muro di berlino nel 1989 con Space Oddity (tastiere, cembali, voci), Fortunate Son e Another Brick in the Wall (impreziosita da un assolo di Livio Magnini dei Bluvertigo).
Ospiti del concerto i Subsonica, che suonano con i Mille Tutti i miei sbagli, Nuova ossessione e Up Patriots to Arms (cover di Franco Battiato) mentre Manuel Agnelli (con Rodrigo D'Erasmo) esegue con i Mille Male di miele e Ballata Per La Mia Piccola Iena, oltre alla cover di Iggy Pop I Wanna Be Your Dog. Le 20.000 presenze del pubblico confermano il successo dello show.
Un mese dopo, su VH1 (Italia) viene trasmesso lo speciale "VH1 Music Experience: Rockin' 1000" che racconta lo show e la produzione dello stesso.
Il 23 aprile 2020 il progetto ottiene un'ulteriore ribalta a livello nazionale per l'intervista all'ideatore del progetto, Fabio Zaffagnini, nel corso del programma di Rai 2 Revolution.
Il 15 dicembre 2023 si sono esibiti all'Unipol arena di Bologna nel corso dell'evento della Ducati "Campioni in festa".

## Riepilogo edizioni
| Anno | Città       | Luogo                        | Ospiti | Presentatori                                    | Direttore d'orchestra                   | Spettatori |
| ---- | ----------- | ---------------------------- | --- | ----------------------------------------------- | --------------------------------------- | ---------- |
| 2015 | Cesena      | Parco urbano dell'Ippodromo  | / | /                                               | Marco Sabiu                             | /          |
| 2016 | Cesena      | Orogel Stadium-Dino Manuzzi  | - Alteria - Nicola "Ballo" Balestri - Cesareo - Raoul Casadei - Mirko Casadei - Federico Poggipollini - Livio Magnini - Cesare "Mac" Petricich - Saturnino | - Fabio Zaffagnini - Nikki                      | Marco Sabiu                             | 14.000     |
| 2017 | Courmayeur  | Val Veny                     | - Alteria - Cesareo | /                                               | Marco Sabiu                             | /          |
| 2018 | Firenze     | Stadio Artemio Franchi       | - Alteria - Cesareo - Courtney Love - Saturnino | - Fabio Zaffagnini - Federico Russo - Nikki     | - Giuseppe Vessicchio - Filippo D'Aglio | 12.000     |
| 2019 | Parigi      | Stade de France              | Norbert "Nono" Krief | - Fabio Zaffagnini - Philippe Manœuvre          | Alex Deschamps                          | 50.000     |
| 2019 | Francoforte | Commerzbank-Arena            | Casey Cooper | - Fabio Zaffagnini - Maschine                   | Wolf Kerschek                           | 15.000     |
| 2019 | Milano      | Aeroporto di Milano Linate   | - Subsonica - Manuel Agnelli - Rodrigo D'Erasmo - Livio Magnini                                                                                            | - Fabio Zaffagnini - Carlo Pastore              | Alex Deschamps                          | 20.000     |
| 2022 | Parigi      | Stade de France              | - Matthieu Chedid - Richard Kolinka - Aric Importa | - Fabio Zaffagnini - Philippe Manœuvre          | Alex Deschamps                          | 50.000     |
| 2022 | Venezia     | Aeroporto di Venezia-Lido    | Achille Lauro | - Fabio Zaffagnini - Federico Russo             | Maurino Dellacqua                       | 1.000      |
| 2022 | San Paolo   | Allianz Parque               | - Aric Improta - Sérgio Dias - Charles Berthoud | - Fabio Zaffagnini - Supla                      | - Daniel Plentz - Andre Frateschi       | 40.000     |
| 2023 | Madrid      | Stadio Cívitas Metropolitano | / | - Ricardo Castela - Grison Beatbox              | Daniel Plentz                           | 35.000     |
| 2023 | Roma        | Stadio dei Marmi             | Rkomi | Valentina Georgia Pegorer                       | - Daniel Plentz - Giulio Nenna          | 5.000      |
| 2023 | Cesena      | Orogel Stadium-Dino Manuzzi  | - Diodato - Drigo (Negrita) - Moreno Conficconi | - Fabio Zaffagnini - Lodovica Comello           | - Daniel Plentz - Rodrigo D'Erasmo      | 19.000     |
| 2024 | Leiria      | Stadio Dr. Magalhães Pessoa  | - Nic Cester - Pedro Abrunhosa | - Ana Colaço - Paulo Fragoso - Fabio Zaffagnini | - Daniel Plentz - Paulo Zé Neto         | 20.000     |